# Schizomyia cryptostegiae
Schizomyia cryptostegiae är en tvåvingeart som beskrevs av Gagne 1997. Schizomyia cryptostegiae ingår i släktet Schizomyia och familjen gallmyggor.
Artens utbredningsområde är Madagaskar. Inga underarter finns listade i Catalogue of Life.